# NFT
NFT (англ. non-fungible token, в переводе с англ. — «невзаимозаменя́емый то́кен»), также уника́льный то́кен — вид криптографических токенов, каждый экземпляр которых уникален (специфичен) и не может быть заменён или замещён другим аналогичным токеном, хотя обычно токены взаимозаменяемы по своей природе.
Невзаимозаменяемый токен представляет собой криптографический сертификат цифрового объекта с возможностью передавать сертификат через механизм, применяемый в криптовалютах. Сам по себе токен не является подтверждением права на владение цифровым активом в контексте законодательства об авторском праве. NFT не препятствует копированию объекта, он только закрепляет за владельцем «цифровую фишку», созданную на основе одного из экземпляров цифрового артефакта. Также нет препятствий для формирования нескольких разных токенов для одного и того же файла. Но если участники соглашаются, что NFT может формировать только реальный владелец и дальнейшая передача NFT происходит только в связи с передачей соответствующих прав на исходный цифровой объект, тогда NFT может выполнять роль маркера, указывающего текущего владельца объекта.
NFT подвергаются критике из-за высоких затрат на электроэнергию и большого выброса диоксида углерода в процессе проверки транзакций, а также из-за использования NFT мошенниками. Под сомнение ставится и полезность установки права собственности на зачастую нелегальном нерегулируемом рынке.

## История
Смарт-контракты NFT на блокчейне Ethereum были созданы в 2017 году.
В 2021 году впервые в мире материальное произведение искусства (картина Бэнкси «Morons») превращено в цифровой актив — создан невзаимозаменяемый токен, а оригинальный материальный экземпляр произведения был уничтожен (сожжён). Примечательно, что сама картина является авторской сатирой на аукцион картин, которые этого не заслуживают.

#### Ранняя история (2012—2017)
В 2013—2014 годах начались эксперименты с NFT на скриптовом языке блокчейна Bitcoin (проекты Colored Coins и Counterparty).
В октябре 2015 года был запущен первый полноценный NFT-проект Etheria, который был продемонстрирован вживую на DEVCON 1, первой конференции разработчиков Ethereum в Лондоне, Великобритания, всего через три месяца после запуска самого блокчейна Ethereum. Большинство из 457 покупаемых и продаваемых шестиугольных плиток Etheria не продавались более 5 лет до 13 марта 2021 года, когда возобновление интереса к NFT спровоцировало ажиотаж покупателей. В течение 24 часов все плитки текущей и предыдущей версий, каждая из которых жёстко закодированы в 1 ETH (0,43 цента на момент запуска), были проданы на общую сумму 1,4 миллиона долларов.
В ноябре 2016 года был запущен первый NFT-проект, который хранит изображения непосредственно в блокчейне, PixelMap. Вдохновлённый The Million Dollar Homepage, PixelMap был заново открыт в августе 2021 года, продав первые 3000 плиток за 3,3 миллиона долларов.

#### Рост популярности (2017—2021)
В 2017 году блокчейн Ethereum начал набирать популярность по сравнению с платформами токенов, основанными на биткойнах, в основном из-за того, что создание и хранение токенов было встроено в его блокчейн; это устранило необходимость в сторонних платформах, таких как Counterparty. Кроме того, компания ввела термин «невзаимозаменяемый токен». Также в 2017 году американская студия Larva Labs выпустила CryptoPunks, проект по торговле уникальными мультяшными персонажами на блокчейне Ethereum.
В 2018 году Decentraland, виртуальный мир, основанный на блокчейне, привлёк 26 миллионов долларов на первичном размещении монет, а по состоянию на сентябрь 2018 года его внутренняя экономика составляла 20 миллионов долларов.
Рынок NFT пережил быстрый рост в течение 2020 года, его стоимость утроилась до 250 миллионов долларов. За первые три месяца 2021 года на NFT было потрачено более 200 миллионов долларов.

#### Падение (2022—2023)
В мае 2022 года рынок NFT начал рушиться. Ежедневные продажи токенов NFT снизились на 92 % по сравнению с сентябрём 2021 года, а количество активных кошельков на рынке NFT упало на 88 % по сравнению с периодом наибольшего спроса в ноябре 2021 года. К сентябрю 2023 года более 95 % коллекций NFT имели нулевую оценочную стоимость.

## Применение
Невзаимозаменяемые токены используются на нескольких платформах для подтверждения факта владения цифровыми активами и права их использования. Чаще всего речь идёт о цифровых предметах, таких как экземпляры произведений компьютерного искусства, коллекционные цифровые предметы, онлайн-игры.
Технология невзаимозаменяемых токенов не подразумевает проверки авторских прав при создании токена, поэтому участились случаи, когда авторы рисунков обнаруживают, что их работы использовались посторонними лицами для выпуска токенов без их ведома и разрешения. Площадки для торговли невзаимозаменяемыми токенами заявляют о борьбе с воровством цифровых активов, но не могут решить проблему полностью. Онлайн-галерея DeviantArt оповещает пользователей, если их изображения используются в каком-либо невзаимозаменяемом токене.
Жоржи Столфи сравнивает невзаимозаменяемые токены с Международным реестром звёзд: «все понимают, что реестр предлагает только мнимое владение, и не даёт реального права владения звездой». Американский куратор и историк искусства Тина Риверс Райан, специализирующаяся на цифровых работах, заявила, что художественные музеи не убеждены в том, что NFT представляют собой «длительную культурную значимость». Райан сравнила NFT с модой на сетевое искусство до появления пузыря доткомов.

### Цифровое искусство
Цифровое искусство является распространённым случаем использования NFT. Полностью цифровое искусство (только в форме цифрового файла без иного физического носителя) стало одним из первых вариантов использования уникальных токенов. В феврале 2021 года работа американского цифрового художника Майка Винкельмана (известного под псевдонимом Beeple) «Каждый день. Первые 5000 дней» стала первым произведением цифрового искусства, выставленным на аукционе Кристис. Несколькими днями ранее GIF-анимация Nyan Cat была продана на интернет-аукционе за 590 тыс. долларов США.
Некоторые коллекции NFT, включая EtherRocks и CryptoPunks, являются примерами процедурального искусства, где множество различных изображений может быть создано путём сборки набора простых компонентов картинки в различных комбинациях.
В цифровой файл, связанный с уникальным токеном, была конвертирована работа художника Бэнкси «Morons (White)», которую блокчейн-компания Injective Protocol купила у галереи Taglialatella Gallery в Нью-Йорке за 95000 долларов США, а потом сожгла, организовав трансляцию. Это первый известный случай превращения физически существовавшего произведения искусства в виртуальный актив, заявил представитель Injective Protocol Мирза Уддин. Созданный уникальный токен планируют продать на аукционе за криптовалюту.

### Игры
NFT могут использоваться для представления внутриигровых активов, таких как цифровые земельные участки, которые, по мнению некоторых комментаторов, контролируются «пользователем», а не разработчиком игры, позволяя торговать активами на сторонних торговых площадках без разрешения разработчика игры.
CryptoKitties была ранней успешной онлайн-игрой на блокчейне, в которой игроки усыновляли и обменивали виртуальных кошек. Монетизация NFT в рамках игры позволила привлечь $12,5 млн инвестиций, при этом некоторые котики продавались более чем за $100 000 каждый. После успеха CryptoKitties была добавлена в стандарт ERC-721, который был создан в январе 2018 года (и окончательно утверждён в июне). Аналогичная онлайн-игра на основе NFT, Axie Infinity, была запущена в марте 2018 года.
В октябре 2021 года компания-разработчик Valve запретила приложения, использующие технологию блокчейн или NFT для обмена ценностями или игровыми артефактами, на своей платформе Steam.
В декабре 2021 года Ubisoft анонсировала Ubisoft Quartz, «инициативу NFT, которая позволяет людям покупать искусственно дефицитные цифровые предметы с помощью криптовалюты». Объявление вызвало значительную критику, с коэффициентом неприятия 96 % по отношению к видеоролику объявления на YouTube, который с тех пор был удалён с канала. Некоторые разработчики Ubisoft также выразили свою обеспокоенность по поводу этого объявления. В декабре 2021 студия GSC Game World сначала объявила о планах добавить в игру S.T.A.L.K.E.R. 2: Heart of Chornobyl NFT, а затем, после критики от пользователей, отказалась от этой идеи.
В ежегодном отчёте Game Developers Conference за 2022 год говорится, что 70 процентов опрошенных разработчиков заявили, что их студии не заинтересованы в интеграции NFT или криптовалюты в свои игры.

### Другие способы применения
В 2019 году Nike запатентовала систему под названием CryptoKicks, которая будет использовать NFT для проверки подлинности физических кроссовок и предоставления виртуальной версии обуви покупателю.
В начале 2020 года разработчик CryptoKitties, компания Dapper Labs, выпустила бета-версию NBA TopShot, проекта по продаже токенизированных коллекционных предметов из лучших моментов НБА, проект был построен на основе блокчейна Flow. Позже в том же году проект был обнародован, и по состоянию на 28 февраля 2021 года общий объём продаж составил более 230 миллионов долларов.
В 2021 году бренды LVMH, Bvlgari, Cartier и Prada создали свою блокчейн-группу Aura Blockchain Consortium, благодаря которой покупатели могут отслеживать происхождение товаров люксовых марок и подтверждать их подлинность.
Ряд интернет-мемов был связан с NFT, которые создавались и продавались их создателями или субъектами. В качестве примера можно привести Доге, Nyan Cat и Disaster Girl.
Некоторые порнографические произведения продавались как NFT, хотя враждебное отношение торговых площадок NFT к порнографическим материалам создаёт значительные трудности для создателей.
30 марта 2021 года адвокат Станисловас Томас создал невзаимозаменяемый токен для видео, снятого в 2019 году в Вильнюсе, на котором он кувалдой разбил мемориальную доску Йонасу Норейке, которого литовские власти считают национальным героем, боровшимся с коммунистами.
В ноябре 2021 года режиссёр Квентин Тарантино выпустил семь NFT, основанных на неснятых сценах «Криминального чтива». Впоследствии компания Miramax подала иск, заявив, что их права на фильм были нарушены.
В мире уже несколько вузов приступили к выдаче выпускникам документов об образовании в формате NFT, что делает невозможным их подделку. В их числе корейский Университет Хосо (с 2022 года). В 2022 году выпускники магистратуры Московского физико-технического института по программе «Блокчейн» получили дипломы в форме NFT, созданного на платформе OpenSea с использованием Ethereum. Массачусетский технологический институт (с 2017 года) в качестве пилотной программы выдаёт цифровые сертификаты на блокчейн технологии Blockcerts, не имеющей отношения к NFT.

## Стандарты
Для поддержки использования блокчейна в игровой индустрии были разработаны особые стандарты токенов. К ним относятся стандарт Ethereum ERC-721 для CryptoKitties и более новый стандарт ERC-1155.
Стандарт ERC-998 позволяет объединить разные NFT в один составной NFT, а ERC-875 — передать несколько токенов новому владельцу в одной транзакции.
В 2021 году объединение компаний-разработчиков компьютерных игр Blockchain Game Alliance разрабатывает новый стандарт Blockchain Bean Asset (BBA).

### ERC-721
ERC-721 был первым стандартом для невзаимозаменяемых цифровых активов. Это унаследованный стандарт смарт-контрактов Solidity. Его пользователи могут создавать новые совместимые с ERC-721 контракты, импортируя их из библиотеки OpenZeppelin.

#### ERC-721R
ERC-721R — смарт-контракт, который позволяет отправить NFT обратно создателю и при этом вернуть затраченные средства.

### ERC-1155
ERC-1155 привнёс в мир NFT идею полузаменяемости, а также предоставляет расширенный набор функций для ERC-721, что означает, что актив ERC-721 может быть построен с использованием ERC-1155.

### Реализация
Создать уникальный токен и связать с ним медиафайл можно самостоятельно и бесплатно на сервисе opensea.io. Для этого потребуется адрес в Ethereum. Если его нет, для генерации можно воспользоваться множеством сервисов криптовалютных кошельков, одним из вариантов которых является MetaMask в форме расширения для популярных браузеров или мобильного приложения, не требующий регистрации и передачи каких-либо персональных данных.
Передать уникальный токен на другой Ethereum-адрес, вне зависимости, принадлежит он тому же человеку или другому, возможно только по процедурам обработки смарт-контрактов, что подразумевает уплату системе (сети узлов Ethereum) комиссии.
Токены, представляющие цифровое искусство, чаще всего не хранят изображение или видео непосредственно в блокчейне из-за большого размера таких файлов. Такие токены содержат веб-ссылку на изображение или видео цифрового искусства, что делает их уязвимыми из-за вымирания ссылок.